# Макаренко, Герман Георгиевич
Герман Георгиевич Макаренко (род. 29 июня 1961, Украина) — дирижёр Национального академического театра оперы и балета Украины имени Тараса Шевченко, главный дирижёр и художественный руководитель оркестра «Киев-Классик», народный артист Украины (2015), кандидат философских наук, доктор искусствоведения, профессор, Посол украинской культуры, первый украинский музыкант, которому присвоено звание «Артист ЮНЕСКО во имя мира», автор и инициатор международных проектов, в том числе под эгидой ООН и ЮНЕСКО, председатель организационного комитета Венских балов на Украине.
Автор ежегодных эксклюзивных проектов — «Концерт премьер», «Новогодний Штраус-концерт» «Признание в любви», концертов к 60-й, 65-й, 70-й годовщинам ООН, «Украина Китаю», международных проектов, объединивших Артистов ЮНЕСКО во имя мира — «Искусство против пандемии», «Месседж мира» и многие другие.
Гастролировал во многих странах мира — США, Канаде, Франции, Италии, Иране, России, Кипре, Чехии, Хорватии, Словакии, Македонии, Норвегии, Бельгии, Сербии, Китае, Египте, Кувейте и др. Выступал в престижных концертных залах мира: Большой зал штаб-квартиры ЮНЕСКО, зал церкви Сен-Мадлен в Париже, зал им. Бедржиха Сметаны в Праге, Королевский Галльский зал в Брюсселе, Каирский оперный театр, театр Абдула Хусейна Абдула Ридха Салмия, Оперный театр в г. Гуанчжоу, Оперный театр в г. Сямынь и др.
Записал более 15 компакт-дисков с произведениями западноевропейских, русских, украинских композиторов (включая полную музыкальную версию балетов П. И. Чайковского «Лебединое озеро», «Щелкунчик», оперы В. Губаренко «Нежность» и других).
Автор монографий — «Музыка и философия: Шопенгауэр, Вагнер, Ницше», «Творчество дирижёра: эстетико-искусствоведческие измерения» и учебного пособия для студентов высших учебных заведений.

## Биография
Герман Макаренко родился в 1961 во Львове в театральной семье: мать солистка балета, отец — солист оперы (тенор).
«Я родился за кулисами оперы, даже имя мне дали в честь героя „Пиковой дамы“, любимой оперы моего отца», — говорит Герман Макаренко.
Учился в Киевской средней специальной музыкальной школе имени Николая Лысенко, окончил фортепианный факультет, а затем — оперно-симфоническое дирижирование Национальной музыкальной академии Украины имени П. И. Чайковского (в те времена — Государственная консерватория имени П. И. Чайковского). По окончании был лауреатом нескольких республиканских конкурсов. С 1982 года начинается карьера дирижёра, хотя сам Маэстро считает свою работу больше миссией, чем профессией.
Среди наставников, которые оказали большое влияние на становление и судьбу молодого музыканта, были народные артисты Украины Роман Кофман и Олег Рябов, а также главный дирижёр Национальной оперы Украины — Стефан Турчак. Это он пригласил в 1987 году, тогда молодого студента в Оперный театр, где Герман, как начинающий дирижёр, прошёл все стадии формирования — от ассистента-стажёра до ведущего дирижёра.
Гастролировал с различными симфоническими оркестрами и оперными театрами по всему миру, включая США, Канаду, Францию, Италию, Бельгию, Сербию, Чехию, Хорватию, Македонию, Словакию, Иран, Кипр, Россию, Египет, Норвегию, Кувейт и другие.
Герман Макаренко является сторонником благотворительных проектов, он уверен, что музыка может исцелить человеческую душу: «Если ты чувствуешь себя хорошо, то должен поделиться своим счастьем с теми, кто в этом нуждается», — говорит он. Поэтому вместе с оркестром «Киев-Классик» Маэстро участвует в благотворительных Венских балах по всему миру, организует интерактивные концерты для детей на Новый год и День Святого Николая. Оркестр под его руководством можно увидеть не только на оперных сценах, но и в социальных центрах, детских больницах и даже в арт проектах в метро.
Его сын и дочь — двойнята, которые учатся в музыкальной школе, посещают все его концерты, учатся играть на скрипке и даже выступают с отцом на международных гастролях. «Я бы очень хотел, чтобы они любили то чем они занимаются так же, как я люблю и обожаю дирижирование», — говорит Маэстро.
История создания оркестра «Киев-Классик» необычная: проект, которому Герман Макаренко посвятил много лет своей жизни с 2004 года, родился в Париже. Первое концертное выступление музыканты дали в соборе Сен-Мадлен в Париже, а следующее — в престижном Большом зале ЮНЕСКО. Украинские музыканты «успешно сдали этот экзамен» и уже много лет гастролируют по всему миру. Оркестр широко представляет европейскую и украинскую классику во многих странах на разных континентах.
Симфонический оркестр «Киев-Классик» под руководством Германа Макаренко получил широкое признание на Украине и за рубежом. Высокий профессиональный статус коллектива в значительной степени поддерживается его эксклюзивными музыкальными проектами, среди которых «Концерт премьер», «Новогодний Штраус-концерт», «Признание в любви», Венские балы на Украине, Кипре, Норвегии, а также: «Польско-литовско-украинский» концерт, посвящённый 100-летию европейской Конституции, «Тысячелетие украинского скрипки», выполненный на инструментах струнного мастера Флориана Юрьева.
Маэстро Макаренко плодотворно сотрудничает с артистами ЮНЕСКО во имя мира, а также с известными композиторами, музыкантами и скульпторами во всем мире — от Нью-Йорка до Каира, от Парижа до Пекина в рамках миссии Фонда «Глобал Хармони Арт».

## Награды
- Заслуженный деятель искусств Украины (23 мая 2002) — за весомый личный вклад в социально-экономическое и культурное развитие столицы Украины
- Орден «За заслуги» III степени (28 ноября 2006) — за весомый личный вклад в социально-экономическое и культурное развитие Украины, весомые достижения в профессиональной деятельности, многолетний добросовестный труд и по случаю годовщины подтверждения всеукраинским референдумом 1 декабря 1991 Акта провозглашения независимости Украины[28]
- Посол украинской культуры (22 декабря 2006)
- Народный артист Украины (27 июня 2015) — за значительный личный вклад в государственное строительство, социально-экономическое, научно-техническое, культурно-образовательное развитие Украины, весомые трудовые достижения и высокий профессионализм[29]
- «Артист ЮНЕСКО во имя мира» (29 ноября 2016) — в знак признания стремления способствовать музыке как средства диалога и взаимопонимания между людьми[2][30]
- Почётный гражданин Киева (2024)[31]